# Taphinellina akkoae
Taphinellina akkoae is een keversoort uit de familie bladkevers (Chrysomelidae). De wetenschappelijke naam van de soort werd in 1954 gepubliceerd door Chujo.